# Faggen
Faggen is een gemeente in het district Landeck in de Oostenrijkse deelstaat Tirol. De gemeente ligt in het Natuurpark Kaunergrat. Tot de gemeente behoren ook de kernen Außergufer, Innergufer, Oberfaggen, Obergufer, Unterfaggen, Untergufer en Sagmühl-Anger.
Faggen is qua oppervlakte de kleinste gemeente van het Oberes Gericht, het hoogstgelegen deel van het Oberinntal. Het is grotendeels gelegen op de oever van de uit het Kaunertal afkomstige Faggenbach. De Retoromaanse plaatsnaam Faggen betekent zoiets als "plaats in het gebied waar een in armen verdeeld water passeert". De gemeente kent een sterk agrarisch karakter. Omdat de inwoners van de plaats zich in hun eigen gemeente onvoldoende kunnen voorzien in hun primaire levensbehoeften en de gemeente verder weinig werkgelegenheid biedt, trekken veel mensen dagelijks naar gemeentes in de omgeving.

## Geboren in Faggen
- Anton Sturm (30 mei 1690 - 25 oktober 1757), barok- en rococobeeldhouwer

Faggen · Fendels · Fiss · Fließ · Flirsch · Galtür · Grins · Ischgl · Kappl · Kaunerberg · Kaunertal · Kauns · Ladis · Landeck · Nauders · Pettneu am Arlberg · Pfunds · Pians · Prutz · Ried im Oberinntal · Sankt Anton am Arlberg · Schönwies · See · Serfaus · Spiss · Stanz bei Landeck · Strengen · Tobadill · Tösens  · Zams
- Gemeinsame Normdatei: 4779572-4
- Virtual International Authority File: 248299161